# Augustenborg
Augustenborg – miasto w Danii, w regionie Dania Południowa, w gminie Sønderborg. W latach 1970-2006 siedziba gminy Augustenborg.